# 龙王鲷四岛
龙王鲷岛、龙王鲷西岛、龙王鲷东岛、龙王鲷南岛是钓鱼岛及其附属岛屿中密集分布的四个小岛，位于钓鱼岛东南，坐标为25°44.5′N 123°29.4′E。2012年3月3日，中华人民共和国国家海洋局、民政部公布它们的标准名称。
这四个岛屿紧邻钓鱼岛主岛，在金钱鱼-梅童鱼五岛和黄姑鱼岛之间。龙王鲷岛较大居中，龙王鲷西岛、龙王鲷东岛、龙王鲷南岛分别在西东南三个方向与之相邻，是钓鱼岛向外扩展的礁岩群。

## 外部連結
- 中華民國內政部釣魚臺列嶼簡介（繁體中文）
- ウオッちず 地図閲覧サービス（試験公開）（页面存档备份，存于）（日本国土地理院の地形図）（日語）